# Lironobidae
Lironobidae là một họ động vật chân bụng thuộc bộ Littorinimorpha.

## Các chi
- Attenuata Hedley, 1918
- Lironoba Iredale, 1915
- Merelina Iredale, 1915